# دائرة برشيد
دائرة برشيد هي إحدى دوائر إقليم برشيد، التابع لجهة الدار البيضاء سطات، المملكة المغربية. تضم الدائرة 11 جماعات قروية، وبلغ عدد سكانها 153643 فرداً سنة 2004 حسب الإحصاء الرسمي للسكان والسكنى. يتبع للدائرة 25 مشيخة و160 دوار.

## التقسيمات الإداريّة
تعتبر دائرة برشيد إحدى الدوائر المشكّلة لإقليم برشيد، وهو التقسيم الإداري من المستوى الرابع المعتمد في المغرب. ينقسم إقليم برشيد إلى 18 جماعات قروية تختلف من حيث السكان والمساحة، والتي بدورها تنقسم إلى مشيخات تضم عدداً من الدواوير.